# Charlotte Leys
Charlotte Leys (Poperinge, 18 marzo 1989) è una pallavolista belga.
Gioca nel ruolo di schiacciatrice nel Budowlani Łódź.

## Carriera
La carriera professionista di Charlotte Leys inizia nella stagione 2007-08 quando viene ingaggiata dall'Asteríx Kieldrecht, club militante nel massimo campionato belga, con cui resta legata per tre stagioni, vincendo due scudetti, la Coppa del Belgio 2008-09 e una Supercoppa belga; dal 2006 ha ricevuto le prime convocazioni in nazionale.
Nella stagione 2010-11 si trasferisce in Polonia, nel Pałac Bydgoszcz, militante in Liga Siatkówki Kobiet, mentre nella stagione successiva, pur restando nello stesso campionato, passa al Dąbrowa Górnicza, dove gioca per due annate, aggiudicandosi due Coppe di Polonia e una Supercoppa polacca; con la nazionale, nel 2013, vince la medaglia d'argento all'European League, dove viene nominata anche Most Valuable Player, e quella di bronzo al campionato europeo.
Nella stagione 2013-14 viene ingaggiata dall'Atom Trefl Sopot, col quale gioca due annate e vince la Coppa di Polonia 2014-15, mentre per il campionato 2015-16 va a giocare nella Voleybol 1. Ligi turca col Galatasaray, dove resta per due annate, per poi passare nella stagione 2017-18 al Bursa BB. Per il campionato 2018-19 si accasa nuovamente al Galatasaray, sempre nella massima divisione turca, mentre in quello successivo fa ritorno in Polonia, ingaggiata stavolta dal Budowlani Łódź, in Liga Siatkówki Kobiet.

## Palmarès

### Club
- Campionato belga: 2

2007-08, 2009-10
- Coppa del Belgio: 1

2009-10
- Coppa di Polonia: 3

2011-12, 2012-13, 2014-15
- Supercoppa belga: 1

2008
- Supercoppa polacca: 1

2012

### Nazionale (competizioni minori)
- European League 2013

### Premi individuali
- 2013 - European League: MVP